# Summerland (série de televisão)
Summerland (Dias de Verão em Portugal) foi uma série de televisão produzida pelo The WB para o meio da temporada de 2004 e que surgiu no seguimento do sucesso da série The O.C. do canal FOX. Foi exibida de junho de 2004 a julho de 2005 e teve duas temporadas.

## Sinopse
A estilista Ava vive na Playa Linda, uma praia de uma cidade da Califórnia, com os seus três melhores amigos: o ex-namorado Johnny, Jay, dono da loja de surf e australiano e a sua sócia Susannah. A vida parece correr bem no momento.
De repente, tudo muda com o acidente que vitima a irmã e o cunhado de Ava. Ava vê-se confrontada com o facto de ter de cuidar dos seus três sobrinhos que se terão de mudar do meio rural do Kansas para a casa dela.
Bradin de dezesseis anos tem as suas angústias de adolescente mas tenta fazer o seu melhor para ajudar com os seus irmãos, Nikki de treze e Derrick de oito.
Ava pede aos amigos para a ajudarem a criar os sobrinhos e com a concentração de Susannah, a figura parental de Johnny e o lado mais infantil de Jay, juntos tentam que os problemas de Nikki com a chegada da puberdade, a atenção de Derrick para as novas descobertas e a obsessão do adolescente Bradin para o sexo e para as mulheres (especialmente para Erica, a instrutora de surfe) sejam encarados de uma maneira normal. Aonde Jesse McCartney foi o mais importante e o grande talento da série

## Personagens
- Lori Loughlin como Ava Gregory
- Shawn Christian como Johnny Durant
- Merrin Dungey como Susannah Rexford
- Ryan Kwanten como Jay Robertson
- Jesse McCartney como Bradin Westerly
- Kay Panabaker como Nikki Westerly
- Nick Benson como Derrick Westerly
- Taylor Cole como Erika Spalding
- Zac Efron como Cameron Bale

## Lista de episódios

### Primeira temporada (2004)
| #  | Título (original)                   | Título em português       |
| -- | ----------------------------------- | ------------------------- |
| 1  | Pilot                               | Todos para a Califórnia   |
| 2  | And So the Day Begins               | E Começa o Dia            |
| 3  | Fireworks                           | Amor Novo                 |
| 4  | Into My Life                        | Revelações                |
| 5  | The Grass Is Greener Than You Think | Os Demónios do Passado    |
| 6  | Big Waves                           | O Espírito do Surfe       |
| 7  | Heat Wave                           | Onda de Calor             |
| 8  | Secrets                             | Segredos                  |
| 9  | Skipping School                     | As Melhores Intenções     |
| 10 | Kicking And Screaming               | Uma Última Tentativa      |
| 11 | Life In A Fishbowl                  | A Confusão de Sentimentos |
| 12 | Yummy Mummy                         | Todos Juntos              |
| 13 | On the Last Night of Summer         | A Última Noite de Verão   |

### Segunda temporada (2005)
| #  | Título (original)                    | Título em português              |
| -- | ------------------------------------ | -------------------------------- |
| 1  | The Wisdom to Know the Difference    | A Sabedoria de Saber a Diferença |
| 2  | I Am The Walrus                      | Ser tu Mesmo                     |
| 3  | Sledgehammer                         | As Regras Do Jogo                |
| 4  | Life Goes On                         | Quatro Pais , Uma Casa           |
| 5  | Mr. & Mrs. Who                       | O Fim de um Sonho                |
| 6  | The Pleiades                         | Perto das Estrelas               |
| 7  | Where There's a Will, There's a Wave | Nasce Uma Estrela                |
| 8  | Leaving Playa Linda                  | Destino: Hawai                   |
| 9  | Signs                                | Sinais                           |
| 10 | The Space Between Us                 | Uma Última Tentativa             |
| 11 | Safe House                           | Casa Segura                      |
| 12 | Careful What You Wish For            | Cuidado com o Que Desejas        |
| 13 | What's Past Is Prologue              | Para Sempre...                   |